# سیستم مراقبت غیرفعال ویرا

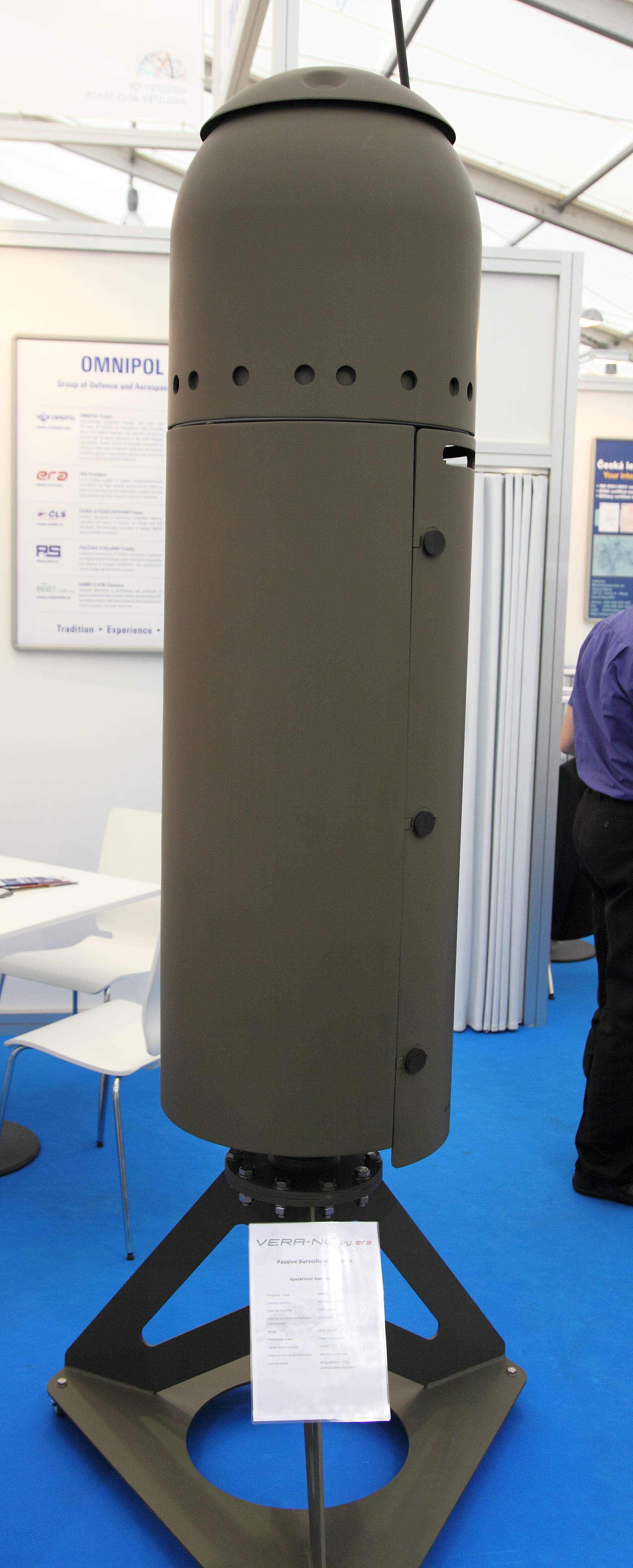
VERA-NG

سیستم مراقبت غیر فعال ویرا (به چکی: Pasivní sledovací systém Věra) یک سیستم مراقبت هوایی غیر فعال، یا رادار غیر فعال، است که در جمهوری چک تولید می‌شود. از این سیستم برای مراقبت پرواز استفاده می‌شود. ممکن است از این سیستم برای دفاع هوایی کشور استفاده بشود.
در واقع ویرا رادار نیست. ویرا یک سیستم الکترونیکی است که به وسیله چهار موج‌گیر موجهای هواپیما را دریافت می‌کند و محل هواپیما را در آسمان محاسبه می‌کند.
ویرا چهار پایگاه دارد. یک پایگاه مرکزی که سیستم الکترونیکی موج‌گیر وای‌اس‌ام دارد و سه پایگاه که تنها موج‌گیر دارد. این سه پایگاه سیگنال‌های ای‌اس‌ام می‌پذیرند. این سیگنال پذیرفته به وسیله سیستم زیر موج به پایگاه مرکزی فرستاده می‌شود.
ای اس ام موج گیر در صندوق استوانه‌ای است و این صندوق روی ستونی ۲۵ متری واقع شده‌است. کل سیستم به وسیله چهار خودرو منتقل می‌شود.
جنگنده نمی‌تواند سیستم ویرا را به وسیله موشک ضد رادار خود نابود کند برای اینکه هیچ موجی از سیستم ویرا منتشر نمی‌شود. اما استفاده از هر گونه موشک ضد این سیستم برای این جنگنده خطرناک است چون جنگنده باید برای حمله به هدف رادار خود را باز کند و به این ترتیب موجهای راداری منتشر کند. سیستم ویرا می‌تواند موجهای رادار را تشخیص دهد و جای جنگنده را دنبال کند.

## ویرا ای
ویرا ای (به چکی: Věra-E) سیستم نظامی نسل چهارم است که می‌تواند هواپیما، هواپیمای پنهان‌کار و کشتی مراقبت بکند. این سیستم به پاکستان، مالزی, استونی,ویتنام صادر شد. حکومت جمهوری چک می‌خواست این سیستم به جمهوری خلق چین صادر کند ولی رژیم جورج بوش بر حکومت چک فشار سیاسی آورد و حکومت چک صادر این سیستم به چین ممنوع کرد.